# Johanna Jacoba van der Vliet-Borski

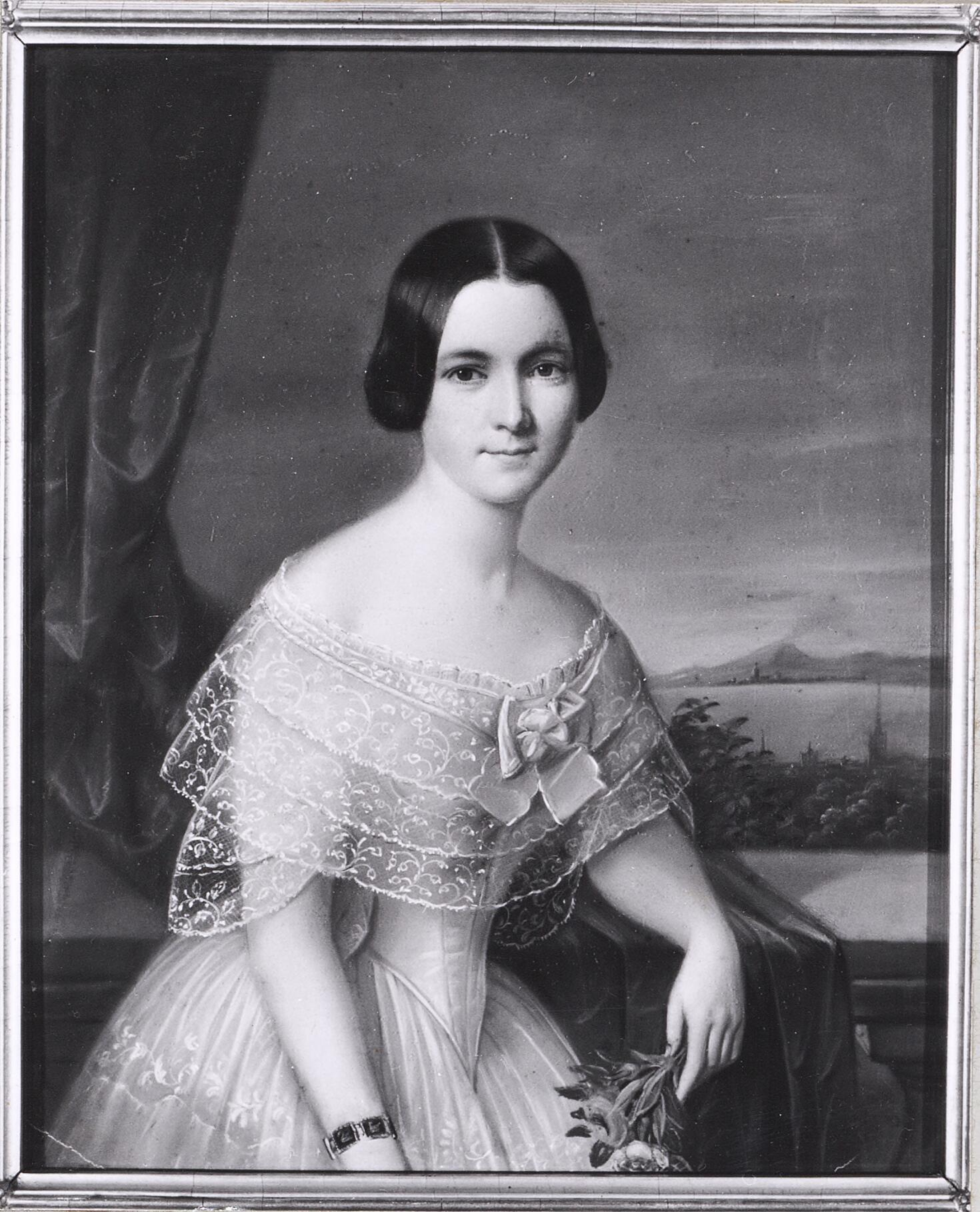
Johanna Jacoba Borski
schilder: Heinrich Siebert

Johanna Jacoba (Anna) van der Vliet-Borski (Amsterdam, 16 mei 1828 – Overveen, 18 september 1912), was bewoonster van het buiten Duinlust in Overveen bij Bloemendaal.

## Familie
Johanna is een telg uit een Amsterdams patriciërsgeslacht van geldmagnaten. De vele nazaten kwamen in het netwerk van families van groot aanzien door huwelijkspolitiek. Zij trouwden met families zoals Insinger, Bicker, Sillem, Van der Vliet, Goll, Luden, Egidius, van Eeghen en Van Loon. Allen families van groot aanzien. De familie Borski was financier van De Nederlandsche Bank.
Johanna's ouders waren Willem Borski (1799-1881) en Catherine Antoinetta Boode (1801-1877). Anna trouwde op 5 september 1850 in Bloemendaal met haar volle neef David van der Vliet. De ouders van David waren Johan van der Vliet (Amsterdam 1785 - Amsterdam1866) en Barta Johanna Borski (Amsterdam, 1791 - Overveen 1857). Ze kregen vier dochters en vijf zonen: Berta Johanna Wilhelmina  van der Vliet (Amsterdam, 1853- Overveen, 1926), Mathilde Wilhelmine Johanna Jacoba van der Vliet (Amsterdam,1857- Overveen, 1942), Olga Catharina Antoinetta van de Vliet (1858-1941, Emma Anna Catharina (1858-1941), Jan Anton van der Vliet (Amsterdam 1851 - Nice, 1872), Willem van der Vliet (Amsterdam, 1854 - Florence,1877), Johannes Emil van der Vliet (Overveen, 1864- Overveen,1939), David Johannes van der Vliet (Overveen, 1864- Amsterdam, 1894), Louis Hendrik Jan van der Vliet (Overveen, 1871-Parijs, 1887). Een huwelijk tussen neef en nicht is niet bevorderlijk voor het nageslacht, zoals voornamelijk valt te zien bij de zonen die met uitzondering van Johannes Emil vroeg stierven. Jan Anton stierf al op 20-jarige leeftijd. Willem had een slechte gezondheid en stierf op 22-jarige leeftijd. David Johannes had een minderwaardigheidscomplex. Op 30-jarige leeftijd schoot hij zich op het familiekantoor, in het toilet, door het hoofd. Louis Hendrik Jan werd mismaakt geboren en stierf op 16-jarige leeftijd. Hoewel Johannes Emil het oudst werd werd hij op vroege leeftijd zwakzinnig en moest hij permanent bewaakt worden. Vreemd genoeg brachten alle dochters het er beter van af. 

## Grootgrondbezitters
Naast bewoonster van "Duinlust" te Overveen bij Bloemendaal was zij grondeigenares van een groot deel van Bloemendaal en omgeving. grofweg het grondgebied van Bloemendaal tot Bloemendaal aan zee en dat tot aan Zandvoort  (dit overlapt  grotendeels met het huidige Nationaal Park Kennemerland Zuid nu). Daarnaast vele buitenplaatsen: Belvédère (met het bekende trappetje van Borski op station Overveen), Koningshof, de Volmeer, Koningsbosch, Keukenduin, Lindenheuvel, Bloemenheuvel, Overbeek, Duinlust, Elswout, de Krocht, Kraantje Lek, Duinvliet en vele dienstwoningen.

## Duinlust
Haar broer Willem Borski III werd ziek en vertrok naar Cannes om te kuren. De behandelingen mochten echter niet helpen. Na zijn dood erfde zijn zuster Anna de meeste goederen terwijl het grootste deel van het kapitaal geërfd werd door haar zuster, Louise van Loon-Borski. Johanna bezat het landgoed Duinlust, waar ze juist een huis had laten bouwen. Johanna laat het vlakbijgelegen oude herenhuis Elswout slopen en in 1882 door architect Constantijn Muysken vervangen door de nu nog bestaande villa even ten noordoosten van het oude gebouw. Duinlust werd na de dood van Johanna Jacoba bewoond door haar zoon Emil. Mathilde Wilhelmina Johanna Jacoba van der Vliet trouwde in 1882 met Johannes Luden.